# Steinsfeld
Steinsfeld là một đô thị ở huyện Ansbach bang Bayern nước Đức. Đô thị Steinsfeld có diện tích 31,8 km², dân số thời điểm ngày 31 tháng 12 năm 2006 là 1274 người.